# 威利博士
艾柏特・W・威利是卡普空遊戲《洛克人元祖系列》及《洛克人X系列》的虛構角色，通稱「威利博士」。

## 人物
威利博士是21世紀的機械人工學權威之一，傑洛的製作者。曾數次嘗試征服世界，但都被洛克人阻止。約100年前辭世，但似乎也如萊特博士一般將自己化為資料般的形式存活（《洛克人X6》中登場的科學家艾索克被認為是威利博士的化身）。雖未於《洛克人X5》中直接登場，但西格瑪屢次提到自己與一個「對傑洛有強烈執著的人」合作，意圖令傑洛覺醒以消滅艾克斯。
自稱「邪惡天才科學家」，詭計多端，雖與萊特博士的能力不相上下，卻不用在正途上。好几次企图征服世界，但洛克人数次阻止他的行动。
原本與莱特博士是大學同學兼老朋友，但因莱特博士在设计机器人的方面超越自己的成就，以及在不同的國際比賽上皆屈居於他之下而心生嫉妒（於《洛克人11》更交代了兩人交惡的起點），所以日後研發各種戰鬥型机器人作為武器並利用它们征服世界。

## 角色設計

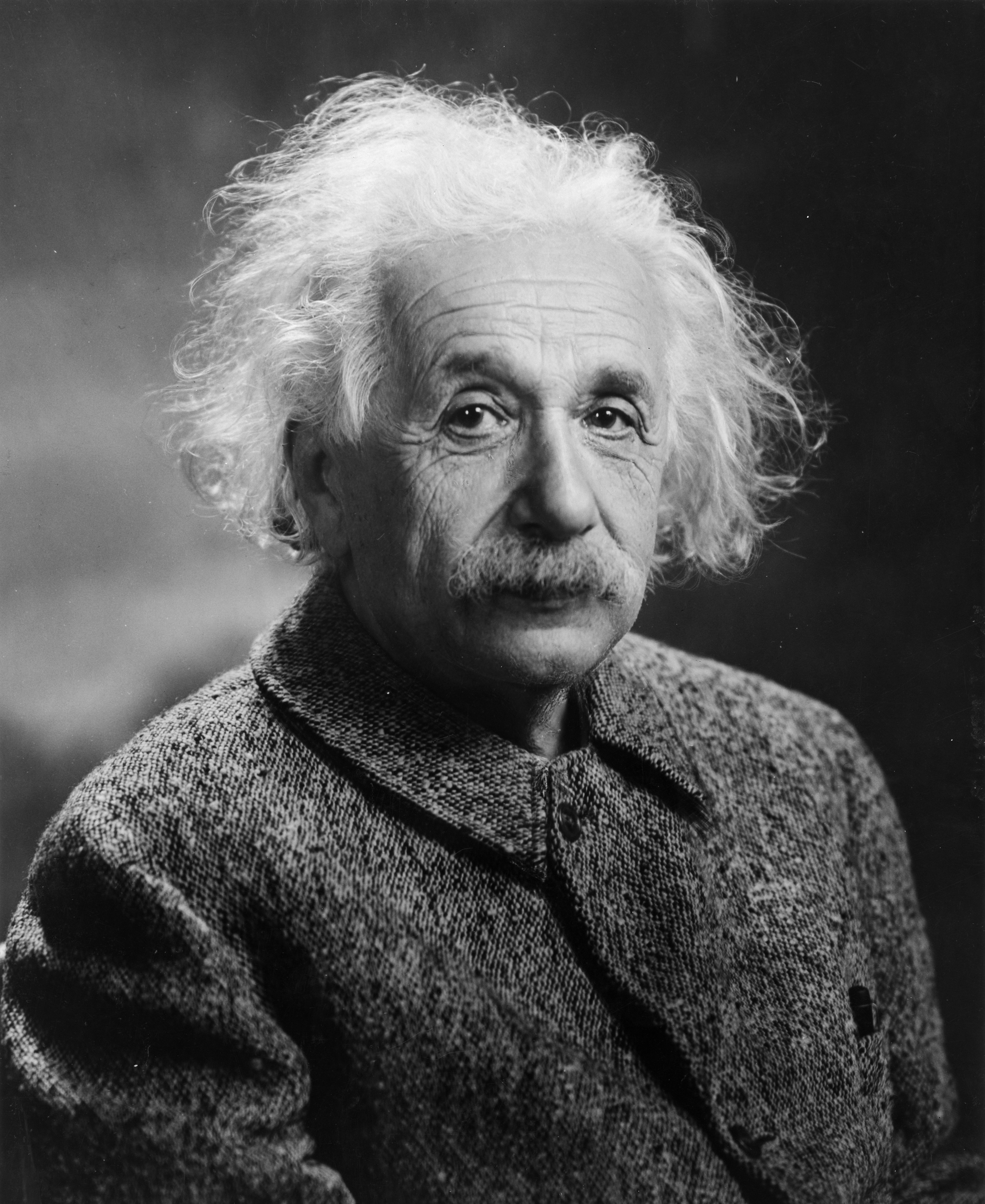
威利博士的原型为阿尔伯特·爱因斯坦，开发组视该角色为疯狂科学家的代表。（1947年照片）

据稻船敬二说法，威利博士的设计灵感来自阿尔伯特·爱因斯坦。最初的设想是一个又高又瘦的科学家，留着胡子、戴着眼镜、秃顶的头发、穿着实验服。但后来重新绘制使他变得更矮，并去掉了原来设计中的眼镜。稻船对原本的设计不满，他在2003年的一次采访中说，他会要求更好的设计。在《洛克人2》中，稻船决定重新設計该角色，目的是可以更加深人们对疯狂科学家的认知。